# Dinar
Dinar je naziv novčanice jedinice u nekim, uglavnom arapskim, državama. Dolazi od latinske riječi denarius što znači rimski srebrni novac, kasnije i manje vrijedan novac. 

## Države koje koriste dinar
- Alžir: alžirski dinar
- Bahrein: bahreinski dinar
- Irak: irački dinar
- Iran: iranski rijal se dijeli na 100 dinara (ne koriste se)
- Jordan: jordanski dinar
- Kuvajt: kuvajtski dinar
- Libija: libijski dinar
- Makedonija: makedonski denar
- Srbija: srpski dinar
- Tunis: tuniški dinar

## Države koje su nekada koristile dinar
- Abu Dhabi
- Bosna i Hercegovina: bosanskohercegovački dinar
- Hrvatska: hrvatski dinar
- Južnoarapska Federacija
- Južni Jemen
- Jugoslavija: jugoslavenski dinar
- Sudan: sudanski dinar

## Vanjske poveznice
- dinar, Hrvatska enciklopedija, mrežno izdanje. Leksikografski zavod Miroslav Krleža, enciklopedija.hr